# Жанатас
Жаната́с (каз. Жаңатас) — місто, центр Сарисуського району Жамбильської області Казахстану. Адміністративний центр та єдиний населений пункт Жанатаської міської адміністрації.
Населення — 25018 осіб (2021; 20731 у 2009, 25927 у 1999, 53401 у 1989).
Тупікова станція на лінії від Таразу. Видобуток фосфоритів (виробниче об'єднання «Каратау»), кварциту, виробництво будматеріалів.